# Tina Sportolaro
Tina Sportolaro, née le 1er janvier 1962, est une actrice française également active dans le doublage,.

## Filmographie

### Cinéma
- 1980 : Voulez-vous un bébé Nobel ? de Robert Pouret
- 1982 : Guy de Maupassant de Michel Drach
- 1983 : Femmes de Tana Kaleya : Claire
- 1985 : Signé Charlotte de Caroline Huppert : l'infirmière à Chinon
- 1986 : Suivez mon regard de Jean Curtelin
- 1987 : La Passion Béatrice de Bertrand Tavernier : la mère de François enfant
- 1988 : Frantic de Roman Polanski : l'employée de la TWA
- 1988 : Paris by Night de David Hare : Violet
- 1989 : La Fille de 15 ans de Jacques Doillon : la mère de Juliette
- 1991 : Madame Bovary de Claude Chabrol
- 1991 : Ragazzi de Mama Keïta : Greta
- 1998 : La Classe de neige de Claude Miller : la mère
- 1998 : Paparazzi d'Alain Berbérian : l'assistante de Dachari
- 2003 : Rien que du bonheur de Denis Parent : l'astrologue
- 2004 : Les Joues rouges (court métrage) de Joëlle Miquel : la mère
- 2009 : Coco Chanel & Igor Stravinsky de Jan Kounen : la secrétaire d'Ernest Beaux
- 2019 : À cause des filles..? de Pascal Thomas : l'éditrice

### Télévision
- 1986 : Le Tiroir secret (mini-série télévisée) de Nadine Trintignant, épisode 5 La Mise au point
- 1987 : Qui c'est ce garçon ? (mini-série télévisée) de Nadine Trintignant : Sophie
- 1989 : Série noire (série télévisée), épisode 34 Main pleine de Laurent Heynemann : Lucky girl
- 1990 : Navarro (série télévisée), saison 2, épisode 2 Strip-Show de Gérard Marx : Liliane
- 2000 : Victoire, ou la douleur des femmes (mini-série télévisée) de Nadine Trintignant : Marie-Andrée Lagroua Weill-Hallé
- 2009 : R.I.S Police scientifique (série télévisée), saison 5, épisodes 1 et 2 Mise à l'épreuve d'Eric Le Roux  : Estelle Jaugaret
- 2009 : Comprendre & pardonner (série télévisée), épisode 3 Le Collier : Mado

## Doublage

### Cinéma

#### Films
- 1999 : La Neuvième porte de Roman Polanski : Liana Telfer (Lena Olin)
- 2002 : Le Pianiste de Roman Polanski: Janina Bogucki (Ruth Platt (en))
- 2003 : Kill Bill : Volume 1 de Quentin Tarantino : Elle Driver (Daryl Hannah)

### Télévision
- 2017 : Un Noël en cadeau : ? ( ? )